# 大樹林橋
24°59′17″N 121°19′02″E / 24.988131°N 121.317324°E
大樹林橋原名昭和橋，是位於台灣北部桃園市桃園區大樹林段719之21號，長安街30巷前，建於1930年（日昭和5年），是桃園最早的三座水泥橋樑之一。連結桃園通往鶯歌的必經之路，也是當地居民躲避空襲之處。